# TRIP (ボサノバカサノバのアルバム)
『TRIP』（トリップ）は、日本のバンド　ボサノバカサノバが1994年8月24日にリリースした1枚目のアルバムである。

## 収録曲
1. INTRODUCTION (Instrumental)
2. Shining On My Love
3. 恋のゆくえ
4. Sea Side Vacation
5. 想い出にならない・・・
6. Motel No.9 (Instrumental)
7. Lady LAYLA
8. You Will Never Know
9. 真夏の太陽
10. I Love You More Than You